# Мемич, Амар
Амар Мемич (босн. Amar Memić; род. 20 января 2001, Сараево, Босния и Герцеговина) — боснийский футболист, полузащитник чешского клуба «Виктория», а также сборной Боснии и Герцеговины.

## Клубная карьера
Амар Мемич — воспитанник футбольного клуба «Радника». Он дебютировал на профессиональном уровне 8 августа 2020 года в матче против «Травника» в возрасте 19 лет. 6 сентября того же года Мемич забил свой первый гол в победном матче над «Игманом».
В июле 2021 года он подписал контракт со словенским клубом «Браво».
В августе 2022 года перешёл в чешский клуб «Карвина», дебютировав 20 августа 2022 года в матче против «Высочины».
26 декабря 2024 года подписал контракт с пльзеньским клубом «Виктория» до конца 2027 года; 1 января 2025 года официально перешёл в клуб. Дебютировал за клуб 3 февраля в матче чемпионата Чехии против «Сигмы». 2 марта забил свой первый мяч в матче против «Млады-Болеслав».

## Карьера в сборной
В составе сборной Боснии и Герцеговины до 21 года Мемич выступал год. За этот период он сыграл пять матчей и забил один мяч.
В марте 2025 года он был вызван в сборную, на отборочные матчи чемпионата мира 2026 против сборных Румынии и Кипра. За сборную дебютировал 21 марта в матче против сборной Румынии, выйдя на 62-й минуте вместо Армина Гиговича.

## Награды

### Карвина[16]
- Вторая лига Чехии по футболу: 2022/23